# جمع قلة
جموع القلة هي أحد نوعي جموع التكسير.

## تعريف
الجموع في العربية على نوعين: أحدهما: جموع السلامة أو التصحيح، وثانيهما: جموع التكسير. وتنقسم جموع السلامة أو التصحيح إلى قسمين، هما: جمع المذكر السالم وجمع المؤنث السالم. وجموع التكسير تدلّ على أكثر من اثنين مع تغيير صورة المفرد بالنقص أو الزيادة في الحروف، أو بتغيير الحركات، أو الشكل، مجتمعةً أو مفردةً. وهي تنقسم إلى قسمين: أولهما: جموع القِلَّة، وثانيهما: جموع الكثرة.
أما جموع القِلَّة فتدلّ على أقلّ العدد من ثلاثة إلى عشرة.

## أوزانها
وترد على أربعة أوزان:
- أفْعُل: يُجمع عليه وزنان:

- فَعْل: اسمًا ثلاثيًا صحيح العين صحيح اللام، أو معتلها بالياء أو الواو غير مضعّف. مثل: كَلْب: أكْلُب، (جمع الكثرة كِلاب).فَلْس: أفْلُس. ضَرْبٌ: أضْرُب. دَلْوٌ : أدْلٍ. ظَبْيٌ: أظْبٍ.
- اسم رباعي مؤنث قبل آخره حرف مدّ، يرد على صيغ عدّة. مثل:ذِراع: أذْرُع، يمين: أيْمُن، عُقاب: أعْقُب.

- أفْعال: يطّرد فيما كان معتل العين من الأسماء الثلاثية. مثل: ثوب: أثْواب، سَيْف: أسياف، بيت: أبيات. وجاء على أوزان أخرى. مثل: حِزْب: أحْزاب، وَقْت: أوْقات، سَبَب: أسْباب. [حاشية 3][حاشية 4]
- أفْعِلَة: جمع لاسم رباعي مذكر قبل آخره حرف مدّ. مثل: طعام: أطْعِمَة، رغيف: أرْغِفَة، زمان: أزْمِنة، مكان: أمْكِنة.
- فِعْلَة: لم يرد في شيء من الأبنية. وهو مقصور على المسموع. مثل: صَبِيّ: صِبْيَة، فتى: فِتْيَة، عَلِيّ: عِلْيَة.

## الحواشي
1. ↑  وشذّ عنه كلمات منها معتل الفاء: وَجْه: أوجُه، ومعتل العين: عين: أعْيُن، ومن المضعّف: كَفّ: أكُفّ، سيف: أسْيُف
2. ↑  وشذّ عنه كلمات مسموعة، مثل: شِهاب: أشْهُب، غُراب: أغْرُب، مكان: أمْكُن.
3. ↑  وشذّ من الصفات: شهيد: أشْهاد، عَدُوّ: أعْداء، جِلْف: أجْلاف، حُرّ: أحْرار.
4. ↑  ويأتي من غير الثلاثي. مثل: شريف: أشْراف، صاحب: أصحاب، ميِّت: أموات.